# عروة البارقي
عروة بن الجعد البارقي بفتح الجيم وسكون العين المهملة، من أصحاب الرسول محمد وروى عنه عدة أحاديث، منها حديثان في صحيح البخاري. قائد عسكري شهد الفتوحات الإسلامية. قائد معركة الخنافس التي انتصر جيشة فيها. شهد معركة القادسية. استعمله عمر بن الخطاب على قضاء الكوفة وكان أول من ولي علي القضاء فيها. وهو من جلّة مَنْ سُيِّر إِلى الشام من أَهْلَ الكُوفَة في خلافة عثمان بن عفان فكان فيمن حضر فتوحَ الشام ونزلها. ذكره الشيخ في الرجال بترجمة عرفة الأزدي من دعاء له النبي بالبركة وهوه من أصفياء أصحاب أمير المؤمنين علي بن أبي طالب
حارب في صف الإمام علي بن أبي طالب هوه وقومة بارق في موقعة الجمل وصفين ونهروان.

## نسبه
عروة بن الجعد البارقي وقيل عروة بن أبي الجعد البارقي ينتهي نسبة إلى بارق بن عدي بن حارثة بن عمرو مزيقياء بن عامر ماء السماء بن حارثة الغطريف بن امريء القيس بن ثعلبة بن مازن بن الأزد بن الغوث بن نبت بن مالك بن زيد بن كهلان بن سبأ بن يشجب بن يعرب بن قحطان.

## في عصر النبوة
أسلم عروة نحو العام السابع الهجري وكان من أهل الصفة،  صَّاحبَ الرسول نحو أربعة أعوام، وروى عنه عدد من الأحاديث. وقد روى عن عروة أن الرسول الله صلى الله عليه وسلم دعا له بالبركة في بيعه فكان لو اشترى التراب لربح فيه, وفي روايه أخرى انه كان يربح أربعين ألفا كل يومٍ، ببَرَكة دعاء النبي محمد.

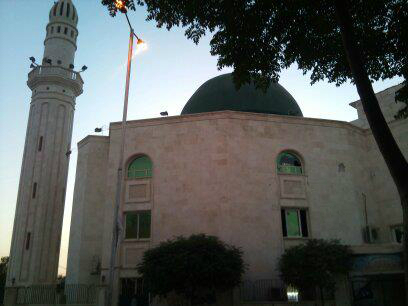
المسجد المنسوب لعروة البارقي في حلب، سوريا

روي عن عروة البارقي في  صحيح البخاري: 
| عروة البارقي | " أن النبي صلى الله عليه وسلم أعطاه دينارا ليشتري به أضحية، أو شاة، فاشترى به شاتين، فباع إحداهما بدينار، فأتاه بشاة ودينار فقبلة رسول الله فدعا له بالبركة في بيعه، فكان لو اشترى ترابا لربح فيه.، متفق عليه | عروة البارقي |

## في عهد الخلفاء الراشدين
عهد أبو بكر الصديق
شارك عروة في حروب الردة, وكان تحت لواء خالد بن الوليد في حربه ضدَّ المرتدين. كما كان قائداً في معركة الخنافس التي انتصَرَ جيشه فيها ضد نصارى العرب أثناء الفتح الإسلامي للعراق في 11 من شعبان 12 هـ - 21 من أكتوبر 633م.
عهد عمر بن الخطاب
عَيَّنَهُ عمر بن الخطاب على قضاء الكوفة وكان أول من ولي علي القضاء فيها. كما شارك في فتوحات العراق وكان له احسن البلاء فيها. شارك في المدائن ونزلها، ثم انتقل إلى براز الروز  على مرحلة من النهروان فأقام بها مرابطا وكان له فيها نحوًا سبعين فرسًا منها فرس أخذه بعشرين ألف درهم.
عهد عثمان بن عفان
اجتمع اشراف الكوفة وهم سبعة من الصحابة ثابت بن قيس النخعي وكميل بن زياد النخعي |زيد بن صوحانجندب بن زهير وجندب بن كعب عمرو بن الحمق وسابعهم عروة وقفو مع مالك الأشتر بوجه سعيد بن العاص والي الكوفة يستنكرون عليه قوله: «إن السواد بستان قريش». كان من الذين نفاهم والي الكوفة سعيد بن العاص منها إلى الشام بأمر عثمان، ومن الشام أعيدوا إلى الكوفة ومنها نفوا إلى حمص، ثم عادوا إلى الكوفة، بعد خروج واليها منها. دخل عروة ومن كان معه بقيادة مالك الأشتر إلى قصر الإمارة فور عودتهم، وأخرجوا ثابت بن قيس خليفة الوالي عليه، واستطاع أهل الكوفة على أثر ذلك منع سعيد بن العاص والي الكوفة من العودة إليها.
عهد علي بن أبي طالب
بايع أمير المؤمنين الإمام علي بن أبي طالب بعد مقتل عثمان ، وأخلص في البيعة، اشترك مع الإمام علي في صفه بعد الفتنة وكان شريفاً مطاعاً في قومه.
وانشد سراقة البارقي مادحاً عروة البارقي ببيتاً واصفاً شجاعتة في يوم صِفِّينَ  مع علي وقال:

## روايته للحديث
روى عروة عن النبي صَلَّى الله عليه وسلم. وروى عن عمر بن الخطاب وسعد بن أبي وقاص.
وعنه روى شبيب بن غرقدة، والشعبي، قيس بن أبي حازم، أبو إسحاق السبيعي وآخرون.

## الوفاة
كان عروة من آخر الصحابة وفاةً, حيث توفي ما بين عامُ 70 هـ وعامَ 80 هـ هجريا، إذْ ذكره الذهبي في وفيات سنة 73 هـ, وقال الصفدي توفي عروة نحو 70 هـ.